# Tyler Joseph
Tyler Robert Joseph (Columbus, 1º dicembre 1988) è un cantautore, rapper e polistrumentista statunitense, noto per essere il tastierista, bassista e cantante del duo Twenty One Pilots.

## Biografia
Tyler è nato a Columbus, in Ohio, ed è cresciuto con due fratelli, Zack e Jay, e una sorella, Madison. La madre, Kelly, era un'insegnante di matematica nel distretto scolastico Olentangy prima di essere nominata allenatrice di basket della Olentangy Orange High School nel 2013. Il padre, Chris, di lontane origini libanesi, è stato anche lui un allenatore alla Worthington Christian High School dal 1996 al 2005, ed è preside di una scuola. Tyler ha giocato a basket fin dalla più tenera età e ha continuato a giocare come playmaker per la Worthington Christian. Nel 2008, la squadra di basket si classifica al secondo posto nel torneo di stato Divisione IV. Dopo aver visto un cantautore esibirsi all'High Street Club, ha rifiutato un'offerta di borsa di studio dalla Otterbein University e ha iniziato a scrivere musica, dopo aver ritrovato una vecchia tastiera nel suo armadio (un regalo di Natale da sua madre).

### Carriera
Nel 2008 Joseph registra e pubblica indipendentemente un album intitolato No Phun Intended. L'anno successivo propone ai suoi amici del liceo Nick Thomas e Chris Salih di formare una band insieme, che chiama Twenty One Pilots. Il nome del gruppo è tratto dall'opera di Arthur Miller, Erano tutti miei figli, un dramma su un uomo che deve decidere cosa è meglio per la sua famiglia dopo aver causato la morte di ventuno piloti durante la seconda guerra mondiale, perché aveva venduto deliberatamente loro delle parti difettose per il suo interesse personale. Joseph spiega che questa storia di dilemma morale è stata l'ispirazione per il nome della band. Il 29 dicembre 2009 pubblicano il loro album di debutto, Twenty One Pilots.
A metà del 2011 Thomas e Salih lasciano la band a causa di impegni personali e Joseph invita Josh Dun a occupare il posto di batterista. Josh è stato presentato a Tyler da Salih, dopo aver lavorato con il secondo al Guitar Center. Dopo l'uscita del loro secondo album in studio, Regional at Best l'8 luglio 2011, il duo ha firmato un contratto con l'etichetta discografica Fueled by Ramen nel mese di aprile 2012. Il terzo album dei Twenty One Pilots, Vessel, è stato pubblicato l'8 gennaio 2013, seguito da Blurryface il 15 maggio 2015, che grazie al singolo Stressed Out segna il successo internazionale del gruppo.
Il 5 ottobre 2018 esce il loro quinto album, Trench. Il 21 maggio 2021 esce il sesto album della band intitolato Scaled and Icy. Il 24 maggio 2024 esce poi il loro settimo album, Clancy.

## Vita privata
Tyler è cristiano praticante. Dal 28 marzo 2015 è sposato con Jenna Black. Il 7 settembre 2019 annuncia ufficialmente sul palco del Lollapalooza a Berlino la gravidanza della moglie Jenna. Il 9 febbraio 2020 nasce Rosie Robert Joseph, primogenita di Tyler e Jenna. L'8 aprile 2022 nasce Junie Belle Joseph, secondogenita della coppia. Ad aprile 2024 nasce Tommy Stryker Joseph, terzogenito della coppia.

## Discografia

### Da solista
Album in studio
- 2008 – No Phun Intended

### Con i Twenty One Pilots
Album in studio
- 2009 – Twenty One Pilots
- 2011 – Regional at Best
- 2013 – Vessel
- 2015 – Blurryface
- 2018 – Trench
- 2021 – Scaled and Icy
- 2024 – Clancy